# 中国人民解放军水利工程部队
中国人民解放军水利工程部队是1950年代初期改编存在的一支水利建设工程部队。
1952年4月，华东军区的两个师改编为水利工程师，参加治淮工程。中南军区改编两个师，参加荆江分洪工程。

## 组成
1. 中国人民解放军水利工程第一师：1952年4月华东军区第90师改编，师长马长炎，师政委张雷平/徐速之，参谋长张孟云，政治部主任张宏盛。第1团承担江苏省境内的三河闸、邵伯闸、六垛闸的建设任务；第2、3团承担安徽省境内的淠河佛子岭水库的连拱大坝建设任务[1]。第2团团长李毕云，第3团团长童振铎，政委祁策。之后参加梅山水库、响洪甸水库、磨子潭水库建设。三门峡和汉江丹江口水库建设外，又转到长江中下游，完成了安徽省陈村和江西省万安水电站的建设任务。1955年集体转业为
2. 中国人民解放军水利工程第二师：1952年5月15日山东军区第98师改编[2]。师长兼政委朱国华，副政委张季农，参谋长陈岩，副参谋长蒋本兴，政治部主任程涛。第4、5团承担河南省境内薄山水库建设，第6团承担南湾水库建设。1954年，第4团及师直机械科1000余人组成的水利部工程总局第三机械工程总队，1969年12月改称水电五局。
3. 中国人民解放军水利工程第三师：第217师改编,师长何元恺，政治委员肖德明，辖水利工程第7 、8、9团。后改编为中国人民解放军公路工程第一师。
4. 中国人民解放军水利工程第四师：1952年湖北军区抽调8500人组建该师，师长钟春林（荆州军分区司令员兼任），政治委员王进前，辖水利工程第10、11、12团，1952年10月，水利工程第4师改编为中国人民解放军公路工程第二师，师长兼政委钟春林兼任华南公路工程局局长，修建海渝中线。